# بيان التغيرات في حقوق الملكية

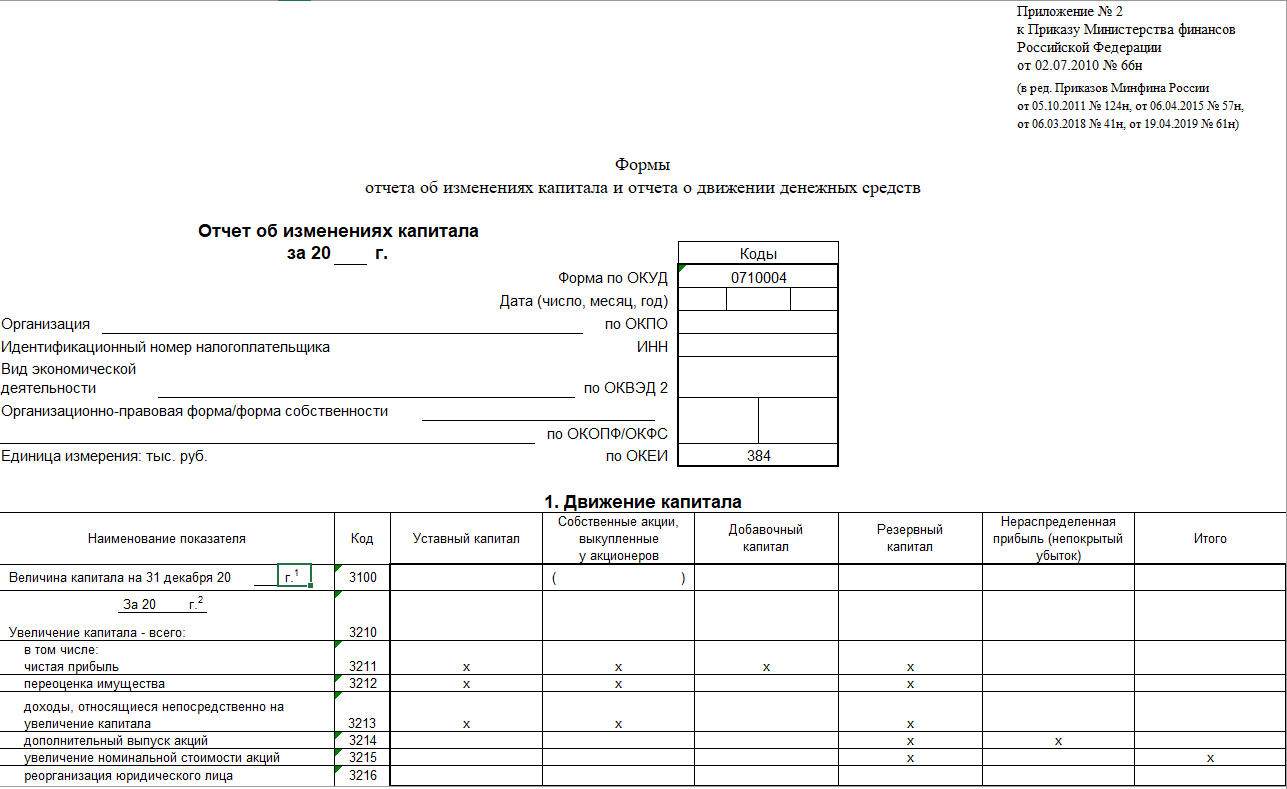
تصريح في تغيير العدالة

إن بيان التغيرات في حقوق الملكية لتاجر منفرد أو بيان التغيرات في حقوق المساهمين الشركاء في شراكة أو بيان التغيرات في حقوق المساهمين لشركة أو بيان التغيرات في حقوق دافعي الضرائب للقوائم المالية الحكومية هم أحد القوائم المالية الأربعة الأساسية.
ويوضح البيان التغييرات في رأس المال الشركة والاحتياطات المتراكمة والأرباح المحتجزة خلال الفترة المشمولة بالتقرير.